# Aconitum dolichorhynchum
Aconitum dolichorhynchum är en ranunkelväxtart som beskrevs av Wen Tsai Wang. Aconitum dolichorhynchum ingår i släktet stormhattar, och familjen ranunkelväxter. Inga underarter finns listade i Catalogue of Life.